# Wycliffe Kinyamal
Wycliffe Kinyamal Kisasy (Trans Mara District, 2 luglio 1997) è un mezzofondista keniota, medaglia d'oro ai Giochi del Commonwealth negli 800 m piani nel 2018 e nel 2022.

## Palmarès
| Anno | Manifestazione          | Sede       | Evento      | Risultato  | Prestazione | Note  |
| ---- | ----------------------- | ---------- | ----------- | ---------- | ----------- | ----- |
| 2018 | Giochi del Commonwealth | Gold Coast | 800 m piani | Oro        | 1'45"11     |       |
| 2022 | Mondiali                | Eugene     | 800 m piani | 8º         | 1'47"07     |       |
| 2022 | Giochi del Commonwealth | Birmingham | 800 m piani | Oro        | 1'47"52     | [ 1 ] |
| 2024 | Giochi olimpici         | Parigi     | 800 m piani | Semifinale | 1'45"29     |       |

## Campionati nazionali
2022
- 8º ai campionati kenioti, 800 m piani - 1'50"61

2023
- 4º ai campionati kenioti, 800 m piani - 1'45"12
- Oro ai campionati kenioti, staffetta mista 4x400 m - 3'14"64

## Altre competizioni internazionali
2016
- Oro al  East Africa Junior Athletics Championships ( Dar es Salaam), 800 m piani - 1'50"17

2018
- Oro al Shanghai Golden Grand Prix ( Shanghai), 800 m piani - 1'43"91
- Bronzo al Prefontaine Classic ( Eugene), 800 m piani - 1'46"14
- Oro al Golden Gala Pietro Mennea ( Roma), 800 m piani - 1'44"65
- Bronzo al London Anniversary Games ( Londra), 800 m piani - 1'43"12
- 6º al Memorial Van Damme ( Bruxelles), 800 m piani - 1'46"02

2019
- 8º al Doha Diamond League ( Doha), 800 m piani - 1'45"66
- 6º al Golden Gala Pietro Mennea ( Roma), 800 m piani - 1'44"66
- Oro al Athletissima ( Losanna), 800 m piani - 1'43"78
- Argento al London Anniversary Games ( Londra), 800 m piani - 1'43"48
- 8º al Weltklasse Zürich ( Zurigo), 800 m piani - 1'47"59

2020
- Bronzo al Doha Diamond League ( Doha), 800 m piani - 1'45"68

2021
- Oro al Doha Diamond League ( Doha), 800 m piani - 1'43"91
- Argento al London Grand Prix ( Londra), 800 m piani - 1'44"91
- Oro al Meeting de Paris ( Parigi), 800 m piani - 1'43"94
- 8º al Weltklasse Zürich ( Zurigo), 800 m piani - 1'46"52

2022
- 4º all'Herculis ( Monaco), 1000 m piani - 2'15"78
- 6º al Müller Birmingham Diamond League ( Birmingham), 800 m piani - 1'46"64
- 6º al Memorial Van Damme ( Bruxelles), 800 m piani - 1'44"49
- 4º al Weltklasse Zürich ( Zurigo), 800 m piani - 1'44"47

2023
- Argento al Doha Diamond League ( Doha), 800 m piani - 1'46"61
- Oro all'Herculis ( Monaco), 800 m piani - 1'43"22
- 7º al Memorial Van Damme ( Bruxelles), 800 m piani - 1'44"38
- 9º al Prefontaine Classic ( Eugene), 800 m piani - 1'46"33

2024
- Argento alla Xiamen Diamond League ( Xiamen), 800 m piani - 1'43"66
- Argento alla Shanghai Diamond League ( Suzhou), 800 m piani - 1'44"88
- Argento al Meeting international Mohammed VI d'athlétisme de Rabat ( Marrakech), 800 m piani - 1'43"98

2025
- Bronzo al Doha Diamond League ( Doha), 800 m piani - 1'43"37